# Opernturm
La Opernturm (français : Tour de l'Opéra) est un gratte-ciel de bureaux dans le quartier d'affaires à Francfort (Allemagne).
Dessinée par Christoph Mäckler, elle est censée devenir le siège social en Allemagne du groupe UBS lors de son achèvement en 2010.